# مقاطعة ماريون (كارولاينا الجنوبية)
مقاطعة ماريون هي مقاطعة في كارولاينا الجنوبية، بلغ عدد سكانها 33٬062  نسمة، في 2010، عاصمتها ماريون، تبلغ مساحتها 1٬280 كيلومتر مربع.

## الموقع
تشترك في الحدود مع:
- مقاطعة ديلون (كارولاينا الجنوبية).

## التقسيمات الإدارية
- ماريون.